# (Otto)
(Otto) is een Nederlandse korte film uit 2015 van Job, Joris & Marieke, gemaakt in het kader van de serie Kort!. De film ging op 14 september 2015 in première op het Internationaal filmfestival van Toronto. Op 29 september 2015 was de Nederlandse première op het Nederlands Film Festival.

## Verhaal
Een klein meisje brengt haar dagen door met het spelen met een imaginair vriendje. Als de vrouw van een kinderloos stel het imaginaire vriendje Otto steelt is het meisje ontroostbaar. Ze komt erachter waar de vrouw woont en eist haar vriendje op. Het vriendje rent naar haar toe maar daarbij wordt hij aangereden door een autobus. De reanimatie en begrafenis van Otto brengt het stel en het meisje bij elkaar en ze raken bevriend.